# Barrier (Eindhoven)
Barrier is een buurt in Woensel-Zuid in Eindhoven, in de Nederlandse provincie Noord-Brabant. De buurt ligt aan de noordkant van het Centrum. Op 1 januari 2023 telde de buurt 2.040 inwoners, verdeeld over 900 woningen, met een gemiddelde WOZ-waarde van € 362.000, op een oppervlakte van 0,26 km². 
De buurt bevindt zich in de wijk Erp die uit zes buurten bestaat:
- Groenewoud  (Woensel-West)
- Kronehoef
- Mensfort
- Rapenland
- Vredeoord
- Barrier

De naam van de wijk verwijst naar het Woenselse tolhuis. Aan de Boschdijk lagen twee tolhuizen: de Achtse Barrier en de (Woenselse) Barrier. De Barrier lag net voorbij de hoek van de huidige Barrierweg. De buurt bestaat bijna volledig uit goedkope, vooroorlogse, gerenoveerde arbeiderswoningen. Het centrale deel wordt gevormd door de omgeving van het Hendrik de Keijzerplein met ongeveer 400 woningen.